# Rue George-Sand
La rue George-Sand est une voie du 16e arrondissement de Paris, en France, 

## Situation et accès
La rue George-Sand est une rue à sens unique d'est vers l'ouest, qui commence rue de Rémusat et finit à la hauteur du 113-117, avenue Mozart.
Rue tranquille du 16e arrondissement, elle abrite un centre des finances publiques, quelques commerces de proximité ainsi qu'un hôtel.
Entre le no 24 et le no 26 se trouve une impasse fermée à la circulation et dénommée « villa George-Sand ».
Le quartier est desservi par la ligne 9 à la station Jasmin et par la ligne 10 à la station Église d’Auteuil. Il y a une station Vélib' au niveau du no 21.

## Origine du nom

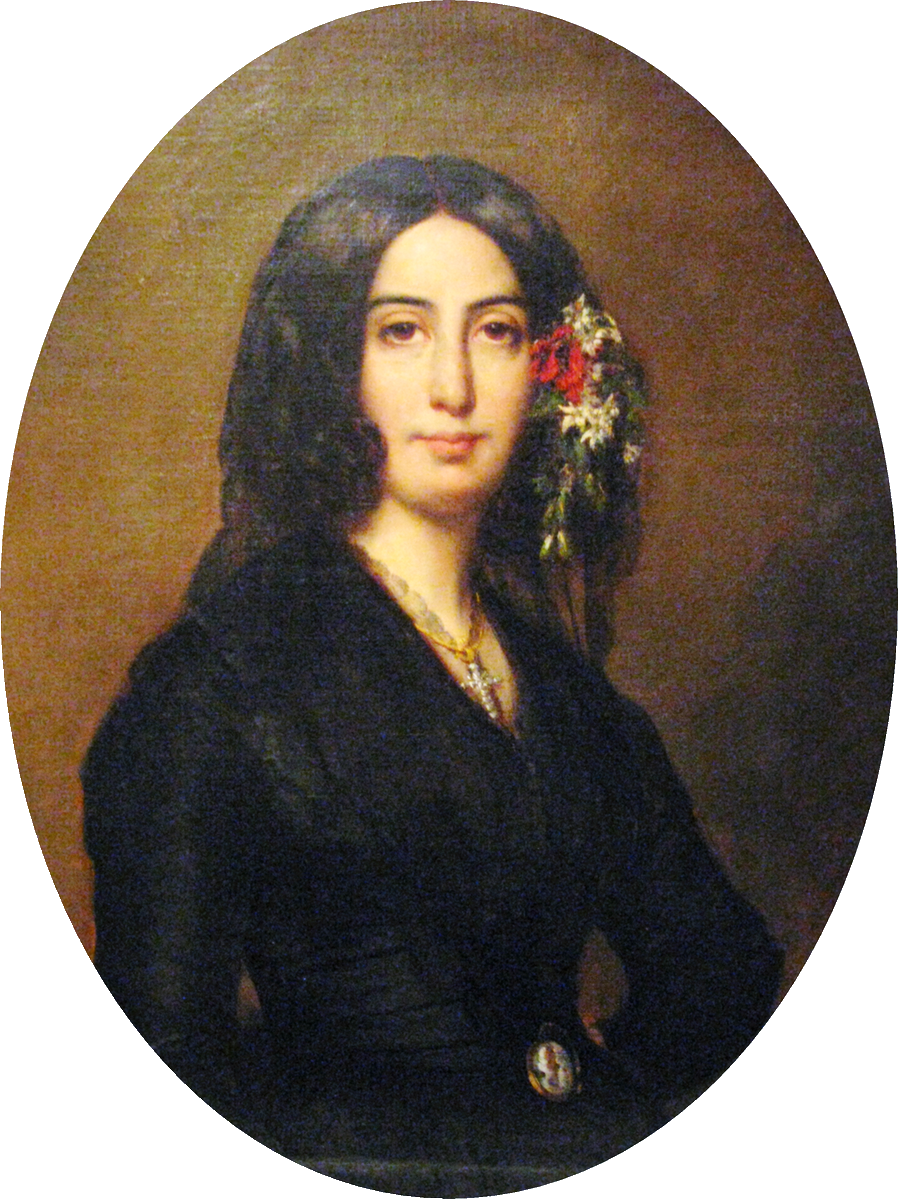
George Sand.

Elle est nommée en l'honneur de l'écrivain français Amantine Lucile Aurore Dupin, dame Dudevant, connue sous le pseudonyme de George Sand (Paris, 1804 – Nohant, 1876).

## Historique
La rue est ouverte le 31 décembre 1880, entre la rue de Rémusat et l'avenue Boudon, puis dénommée « rue George-Sand » par un arrêté du 27 février 1886.

## Bâtiments remarquables et lieux de mémoire
- À un numéro inconnu a vécu Jacques Vendroux, homme politique et beau-frère de Charles de Gaulle[2].
- No 3 : immeuble construit par l’architecte Jean Boucher en 1924, signé en façade.